# ديدييه راوول
دِدْيِيه رَوُولْت (بالفرنسية: Didier Raoult؛ و 1952 م في دَكار، السِّنِغال) هو عالم فرنسي حاصل على درجة درجة الدكتور في الطب والفلسفة متخصص في الأمراض المعدية وعلم الأحياء الدقيقة. أشرف منذ عام 1982 على العديد من رسائل الدكتوراه. كما أنشأ في عام 1984 وحدة ريكتسيا في جامعة ايكس مرسيليا الفرنسية.
منذ عام 2008، يشغل راوول منصب مدير وحدة الأبحاث في الأمراض المعدية الناشئة في كلية العلوم الطبية وشبه الطبية في مرسيليا وفي معهد مستشفى جامعة مرسيليا للأمراض المعدية. بالتعاون مع المركز الوطني الفرنسي للبحث العلمي ومعهد البحوث من أجل التنمية والمعهد الوطني للصحة والبحوث الطبية وجامعة ايكس مرسيليا في مرسيليا. يعمل في مختبره أكثر من 200 شخصا، بما في ذلك 86 باحثًا ينشرون ما بين 250 و 350 بحثًا سنويًا وأكثر من 50 براءة اختراع. شارك راؤول أيضًا في إنشاء ثماني شركات ناشئة.
في عام 2010، حاز راوولت على الجائزة الكبرى للمعهد الوطني للصحة والبحوث الطبية، لأبحاثه رفقة فريقه حول تصنيف الفيروسات المعقدة. يعتبر راوولت من أكثر العلماء المعروفين بجرءتهم ومواقفهم الصريحة، بالإضافة إلى كونه واحدا من أكثر الباحثين الفرنسيين ذكرا حيث يتوفر على العديد من المنشورات العلمية باسمه.
في عام 2020، اكتسب البروفيسور سمعة واسعة على وسائل الإعلام الدولية بعدما ادعى مع فريق بحثه، إيجاد علاج لمرض فيروس كورونا 2019.

## فيروس كورونا المستجد
في 21 يناير 2020، صرح ديدييه راول على القناة الرسمية لمعهد مستشفى جامعة مرسيليا للأمراض المعدية على موقع يوتيوب، بخصوص جائحة فيروس كورونا 2020 في فرنسا بالقول: «هناك ثلاثة صينيين يموتون وهذا يسبب قلقا عالميًا، حتى أن منظمة الصحة العالمية تدخلت، أصبحنا نتحدث عن ذلك في التلفزيون والإذاعة. كل هذا جنون، لم يعد هناك وضوح». في أوائل فبراير أصر البروفيسور الفرنسي في نشرة الأحد قائلا : «هذا الفيروس ليس سيئًا جدًا».
في فبراير 2020، راقب طبيًا رفقة فريقه حالة 181 شخصًا عائدون من ووهان الصينية خلال تواجدهم في الحجر الصحي في كاري لو روي بسبب وباء كوفيد 19.

## روابط خارجية
- ديدييه راوول على موقع IMDb (الإنجليزية)